# 63 Eridani
63 Eridani är en dubbelstjärna i stjärnbilden Eridanus. 
Stjärnan har visuell magnitud +5,39 och är svagt synlig för blotta ögat vid normal seeing. Den befinner sig på ett avstånd av ungefär 175 ljusår.